# Сенфорд (Північна Кароліна)
Сенфорд (англ. Sanford) — місто (англ. city) в США, в окрузі Лі штату Північна Кароліна. Населення — 30 261 особа (2020). Місто названо в честь C.О. Сенфорда, залізничного інженера-будівельника, який прокладав залізницю на території сучасного міста Сенфорд.

## Географія
Сенфорд розташований за координатами 35°29′0″ пн. ш. 79°10′40″ зх. д. / 35.48333° пн. ш. 79.17778° зх. д. (35.483463, -79.177659).  За даними Бюро перепису населення США в 2010 році місто мало площу 70,04 км², з яких 69,38 км² — суходіл та 0,66 км² — водойми.

## Демографія
Згідно з переписом 2010 року, у місті мешкали 28 094 особи в 10 458 домогосподарствах у складі 7000 родин. Густота населення становила 401 особа/км².  Було 11411 помешкання (163/км²).
Расовий склад населення:
| - 55,2 % — білих - 27,6 % — чорних або афроамериканців - 1,1 % — азіатів - 0,8 % — корінних американців - 12,4 % — осіб інших рас |

До двох чи більше рас належало 2,8 %. Частка іспаномовних становила 25,6 % від усіх жителів.
За віковим діапазоном населення розподілялося таким чином: 28,0 % — особи молодші 18 років, 60,3 % — особи у віці 18—64 років, 11,7 % — особи у віці 65 років та старші. Медіана віку мешканця становила 33,3 року. На 100 осіб жіночої статі у місті припадало 94,2 чоловіків;  на 100 жінок у віці від 18 років та старших — 91,1 чоловіків також старших 18 років.
Середній дохід на одне домашнє господарство  становив 53 634 долари США (медіана — 41 638), а середній дохід на одну сім'ю — 63 190 доларів (медіана — 53 248). Медіана доходів становила 37 596 доларів для чоловіків та 30 325 доларів для жінок. За межею бідності перебувало 21,5 % осіб, у тому числі 28,2 % дітей у віці до 18 років та 14,0 % осіб у віці 65 років та старших.
Цивільне працевлаштоване населення становило 12 347 осіб. Основні галузі зайнятості: виробництво — 22,1 %, освіта, охорона здоров'я та соціальна допомога — 21,6 %, роздрібна торгівля — 12,5 %, науковці, спеціалісти, менеджери — 8,1 %.